# Sab (Ethnie)
Sab bezeichnet eine Kaste von Ausgestoßenen in der somalischen Gesellschaft. Die Tradition behauptet, dass Sab, der Stammesvorfahre der meisten Sab-Gruppen, in einer Hungersnot Aas gegessen haben soll und deswegen von seinem Vater verstoßen wurde. Sein mythologischer Bruder war Samaale, der Stammvater der „echten Somali“ (engl. Somali proper). Die Sab werden in der englischsprachigen Literatur auch manchmal outcasts genannt.

## Untergruppen
Als Sab-Gruppen werden zumeist die folgenden angeführt: 
- Tumaal: eine Kaste von Schmieden (Etymologie: von tumid – „mit dem Hammer schlagen“).

- Midgan/Midgaan: eine Gruppe, die verschiedene, für Somali niedrige Arbeiten ausführt (zumeist Reinigung, Lederverarbeitung, Schlachtung) (Etyml. midgeen – „Bearbeiten von Fellen/Häuten“).

- Yibir: Eine Gruppe, der magische Kräfte zugeschrieben werden und die hauptsächlich Neugeborene segnen. Die Volksetymologie leitet Yibir von Hibr („Hebräer“) ab und geht davon aus, dass die Yibir von jüdischer Herkunft seien.

- Eyle: Jäger und Sammler, die mit Hunden jagen (Etym.: von ey-leh – „Hund habend“).

## Lage in der somalischen Gesellschaft
Nach eigenen Angaben wurden die Sab in Somalia unterdrückt bis hin zu Verfolgung, weswegen sie auch in manchen europäischen Staaten Asyl bekommen haben. Parlamentarisch wurden sie nach der Unabhängigkeit Somalias in einer Partei zusammengefasst. Siad Barre soll ihre Diskriminierung offiziell verboten haben und der zweite Mann im Staat unter ihm soll ein Tumaal gewesen sein.
Während die Yibir und Eyle allein leben und von der somalischen Gesellschaft kaum wahrgenommen werden, ziehen die Tumaal und Midgaan mit den nomadischen Samaale-Stämmen umher, was vermutlich in einer gegenseitigen wirtschaftlichen Abhängigkeit begründet ist, da Tumaal und Midgaan Produkte und Dienstleistungen erbringen, auf die man zwar angewiesen ist, welche die Kultur aber verbietet.
Das tatsächliche Maß der Ausgrenzung ist schwer festzustellen, allerdings scheinen Sab grundsätzlich von der Heirat mit Samaale ausgenommen zu sein. Das traditionelle Recht (xeer) erfasst aber auch Sab, weshalb davon auszugehen ist, dass diese Gruppen schon seit langem einen sehr genau definierten juristischen Status in der somalischen Gesellschaft hatten. Viele Sab sind heute wohlhabend.